# 세가 사미 경식야구부
세가 사미 경식야구부(セガサミー硬式野球部)는 일본야구연맹에 가입된 사회인 야구 팀이다.
2005년 8월 창단했다.
2008년에 황목치승이 활동한 적이 있다.

## 주요 수상 경력
2006 - 치바시장배 우승.

2009 - 오카야마대회 준우승.
2010 - 교토대회 준우승 , 시즈오카대회 우승.

2011 - 도쿄도추계대회 우승, 관동선수권 우승.

2013 - 도쿄도대회 춘,추계 연패.

- 출신선수 중 드래프트 지명 선수

2010 - 宮﨑　祐樹（オリックス）, 齊藤　勝（日本ハム）

2012 - 赤堀　大智（ＤｅＮＡ）, 宮﨑　敏郎（ＤｅＮＡ）

2013 - 大山　暁史（オリックス）,浦野　博司（日本ハム）

참조 - http://athletic.segasammy.co.jp/baseball 보관됨 2016-09-13 - 웨이백 머신